# Platypodium
Platypodium es un género de plantas con floress con cuatro especies perteneciente a la familia Fabaceae.

## Especies
- Platypodium elegans
- Platypodium grandiflorum
- Platypodium maxonianum
- Platypodium viride